# Calesia othello
Calesia othello là một loài bướm đêm trong họ Erebidae.